# 九久平テレビ中継局
九久平テレビ中継局（くぎゅうだいらテレビちゅうけいきょく）は、かつて愛知県豊田市にあったアナログテレビ放送の中継局である。2011年7月24日のアナログ放送終了とともに廃止された。

## 中継局概要
| チャンネル | 放送局名             | 空中線電力          | ERP                  | 放送対象 地域 | 放送区域 内世帯数 | 偏波面   |
| 36ch       | NBN 名古屋テレビ放送 | 映像100mW/ 音声25mW | 映像430mW/ 音声105mW | 中京広域圏    | 約-世帯           | 水平偏波 |
| 38ch       | CTV 中京テレビ放送   | 映像100mW/ 音声25mW | 映像430mW/ 音声105mW | 中京広域圏    | 約-世帯           | 水平偏波 |
| 40ch       | THK 東海テレビ放送   | 映像100mW/ 音声25mW | 映像430mW/ 音声105mW | 中京広域圏    | 約-世帯           | 水平偏波 |
| 42ch       | CBC 中部日本放送     | 映像100mW/ 音声25mW | 映像430mW/ 音声105mW | 中京広域圏    | 約-世帯           | 水平偏波 |
| 44ch       | NHK 名古屋総合       | 映像100mW/ 音声25mW | 映像430mW/ 音声105mW | 愛知県        | 約-世帯           | 水平偏波 |
| 46ch       | NHK 名古屋教育       | 映像100mW/ 音声25mW | 映像430mW/ 音声105mW | 全国          | 約-世帯           | 水平偏波 |
| 48ch       | TVA テレビ愛知       | 映像100mW/ 音声25mW | 映像430mW/ 音声105mW | 愛知県        | 約-世帯           | 水平偏波 |

### 所在地
- 豊田市九久平町1番2号の豊田市立九久平小学校北方

## 放送エリア・その他
- アナログ名古屋本局（名古屋テレビ塔・東山タワー）からの電波が届きにくい豊田市の南東部をカバーしていた。
- 地上デジタルテレビ放送については、瀬戸デジタルタワーの電波を受信している。

## 歴史
- 1987年12月23日 開局。
- 2011年7月24日 全局廃局となった。